# (2216) Kerch
(2216) Kerch est un astéroïde de la ceinture principale.

## Description
(2216) Kerch est un astéroïde de la ceinture principale. Il fut découverte le 12 juin 1971 à Naoutchnyï par Tamara Smirnova. Il présente une orbite caractérisée par un demi-grand axe de 3,02 UA, une excentricité de 0,10 et une inclinaison de 10,5° par rapport à l'écliptique.

## Compléments